# Metal Gear Solid: Portable Ops
Metal Gear Solid: Portable Ops (メタルギアソリッド ポータブル・オプス?, Metaru Gia Soriddo: Pōtaburu Opusu), abbreviato ufficialmente come MPO, è un videogioco action-stealth del 2006 sviluppato da Kojima Productions e pubblicato da Konami per PlayStation Portable.
Prima dell'uscita del gioco, in un'intervista concessa alla rivista Famitsū, il creatore della serie Hideo Kojima confermò come questo episodio fosse un «Metal Gear Solid completamente nuovo» per PSP e che sarebbe figurato canonicamente nella trama della saga, smentendo quindi le voci secondo cui avrebbe destinato su console portatili soltanto i capitoli della serie non canonici e di contorno, come per i precedenti titoli di Metal Gear: Ghost Babel e la duologia Metal Gear Ac!d, aggiungendo inoltre che non si sarebbe trattato d'un remake; il gioco infatti è il seguito diretto di Metal Gear Solid 3: Snake Eater, uscito originariamente su PS2 nel 2004, riprendendovi dunque l'intreccio avente per protagonista Naked Snake, o meglio Big Boss, frattanto durante lo svolgersi delle vicende ivi illustrate facciano la loro comparsa appunto anche altri personaggi principali e secondari della serie.
Il gioco è ambientato nel 1970, appena sei anni dopo l'operazione Snake Eater svolta da Big Boss nell'Unione Sovietica, in una penisola immaginaria situata in Colombia, e segue appunto le sue gesta dopo il suo abbandono della sua vecchia squadra, la FOX, che lo ha dunque reso loro prigioniero, volendo tentare di recuperare da lui l'ubicazione della seconda metà mancante dell'Eredità dei Filosofi.
Il gioco racconta inoltre della fondazione dell'unità FOXHOUND da parte di Big Boss, della nascita della fantomatica organizzazione segreta dei Patriots dalle ceneri dei Filosofi e dell'idea d'un ordine mondiale fatto a "misura di soldato" da cui poi lo stesso Big Boss s'ispirerà per la fondazione dello stato militare di Outer Heaven (quest'ultimo un tema che verrà poi approfondito abbondantemente nei successivi Metal Gear Solid: Peace Walker, sempre per PSP, e soprattutto nel suo seguito in due parti Metal Gear Solid V: Ground Zeroes e The Phantom Pain per PS4).

## Trama
Ambientato nel 1970, sei anni dopo gli eventi di Snake Eater, l'ex squadra di Naked Snake, l'unità FOX, ha rotto la loro alleanza con la CIA diventando così dei rinnegati. Snake viene preso di mira dal gruppo FOX, che ha inviato delle unità militari per catturarlo. Il gioco inizia con le torture e gli interrogatori di Snake da parte di uno dei membri della FOX, il tenente Cunningham. Cunningham sta cercando di localizzare la metà mancante dell'eredità dei Filosofi (Philosopher's Legacy), con il governo degli Stati Uniti che ha già acquisito l'altra metà dell'eredità dall'Unione Sovietica (conclusione di Snake Eater). 
Snake è imprigionato in una cella accanto a Roy Campbell, l'unico superstite di un team americano di berretti verdi inviato per indagare sulla base. Snake apprende attraverso Roy che sono sulla penisola di San Hieronymo (una traslitterazione russa di "San Jerónimo Penisola") o "La Penisola de los Muertos", il sito di un missile sovietico abbandonato in Colombia. I due fuggono e Snake si infiltra in una base di comunicazione, dove tenta di contattare il suo vecchio comandante, Major Zero. Invece del maggiore Snake viene salutato dai suoi vecchi compagni FOX: Para-Medic e Sigint, che rivelano che Snake e Zero sono accusati di tradimento e che l'unico modo per Snake di essere esonerato dalle accuse è quello di trovare e catturare il leader della ribellione: Gene. A complicare le cose, Gene ha anche convinto la maggior parte dei soldati sovietici di stanza alla base di unirsi dalla loro parte, semplicemente assumendo la catena di comando appartenente ad una unità sovietica che fu segretamente stazionata all'interno del territorio colombiano. 
Al fine di completare la sua missione, Snake deve persuadere i soldati nemici per raggiungere i suoi ranghi. Snake e la sua squadra sconfiggono i primi membri di questa unità FOX e alla fine si fanno strada nella struttura di Gene. Snake scopre molte cose durante il suo percorso: Cunningham stava lavorando per il Pentagono che voleva far sì che Snake spingesse Gene a lanciare una bomba nucleare in Unione Sovietica per infangare la reputazione della CIA prolungando così la guerra fredda. Gene era a conoscenza di questo progetto fin dall'inizio a causa di informazioni ricevute da Ocelot. Gene in realtà vuole lanciare una bomba nucleare in America per distruggere i Filosofi così che possa fondare la sua nazione di soldati, "Army's Heaven". 
Snake distrugge un modello sperimentale della ICBMG (il modello di Metal Gear) nome in codice Raxa e alla fine sconfigge Gene, distruggendo il modello finito dell'ICBMG. Dopo la sua sconfitta Gene dà a Snake fondi, attrezzature, personale, e tutte le altre informazioni riguardanti l'Army's Heaven. Al suo ritorno a casa, Snake è premiato per le sue azioni, e un anno dopo, nel 1971, fonda la FOXHOUND. In seguito, Ocelot uccide il DCI (Direttore della CIA) e prende i documenti contenenti l'identità dei Filosofi, nel tentativo di porvi fine. Nell'epilogo dei titoli di coda, Ocelot parla con un uomo sconosciuto al telefono, complottando di utilizzare la Legacy (l'Eredità dei Filosofi) per adempiere alla propria agenda. Ocelot in realtà vuole i codici della traiettoria della bomba nucleare per puntarla contro il DCI, con lo scopo di ottenere attraverso una black mail i documenti contenenti le vere identità dei Filosofi. Ocelot accetta di partecipare al progetto del suo nuovo datore di lavoro, a condizione che partecipi anche Snake/Big Boss.

## Modalità di gioco
Portable Ops riprende molte meccaniche di gioco di Metal Gear Solid 3: Snake Eater, utilizzando il sistema di camera di gioco della versione Subsistence. L'aggiunta principale del titolo è il Comrade System. Al contrario dei precedenti titoli della serie che prevedevano unicamente missioni da svolgere in solitaria, MPO si basa su un approccio di squadra, in cui Snake deve reclutare alleati e formare delle squadre di specialisti addestrati.
Prima di ogni missione il giocatore deve selezionare quattro membri per una squadra, che viene poi inviata in battaglia. Ogni membro del plotone di Snake ha i suoi punti di forza e debolezza; mentre alcuni membri daranno il meglio di sé sul campo di battaglia, altri saranno specializzati nella produzione di equipaggiamento, nel curare i propri compagni o recuperare informazioni sulle diverse mappe di gioco.
Durante le missioni il giocatore controlla un solo membro della squadra alla volta. I membri della squadra non sotto il controllo del giocatore si nascondono dentro uno scatolone, e possono entrare in azione quando il personaggio controllato dal giocatore trova un nascondiglio, o si nasconde a sua volta dentro uno scatolone.
Ci sono diversi modi con i quali il giocatore può espandere il suo plotone. Se un personaggio nemico viene stordito o colpito con un tranquillante, questo può essere trasportato verso un veicolo in attesa e quindi catturato. Dopo che nel gioco saranno trascorsi alcuni giorni, il soldato catturato diventerà un membro del team di Snake. Il giocatore può anche trascinare i personaggi nemici verso un compagno di squadra nascosto sotto uno scatolone, che lo trasporterà al posto del giocatore. In alternativa, accedendo a certi hotspot con la funzionalità Wi-Fi della PSP, possono essere reclutati soldati e personaggi bonus. Anche la funzionalità GPS della console può essere usata per ottenere effetti simili. Siccome il plotone del giocatore consiste principalmente di soldati e personale reclutato dagli eserciti nemici, tali personaggi generici possono camminare in mezzo ai loro simili indisturbati, a patto che il giocatore non esegua azioni sospette, ad esempio puntare un'arma, o essere individuati da nemici di diverso tipo. Tra i personaggi che possono essere reclutati troviamo soldati sovietici, membri dell'unità FOX, ufficiali di alto rango, scienziati, ingegneri e ufficiali governativi. Oltre ai personaggi maschili standard, il giocatore può reclutare e controllare scienziati e ufficiali femminili. Il giocatore può inoltre reclutare membri delle unità GRU, KGB e Ocelot provenienti da Metal Gear Solid 3, ottenibili unicamente attraverso l'AP Scan.
I personaggi uccisi in combattimento vengono permanentemente eliminati dal plotone del giocatore. I personaggi unici (ad esempio personaggi utili ai fini della trama del gioco, reclutabili unicamente raggiungendo determinati obiettivi) sono esclusi da questa regola. Se un personaggio unico viene ferito in combattimento, questo viene inviato all'infermeria per riprendersi, rendendo inutilizzabile tale personaggio per alcuni giorni. Il giocatore può interrompere o ricominciare le missioni in qualsiasi momento.
Un'altra caratteristica di gioco introdotta nel titolo è l'indicatore di prossimità aggiunto all'HUD. Simile al radar dei precedenti titoli, l'indicatore di prossimità permette al giocatore di determinare la distanza relativa di soldati nemici e il rumore emesso. L'indicatore è composto da due cerchi: quello esterno indica il rumore emesso dai nemici, mentre quello interno il rumore emesso dal personaggio controllato dal giocatore.
Il gioco dispone di una modalità multigiocatore accessibile tramite Wi-Fi, espansione della modalità "Metal Gear Online" presente nel precedente titolo, Subsistence. Le prestazioni nella modalità online hanno impatti sulla campagna single-player: infatti il giocatore può reclutare e scambiare personaggi dalla squadra dell'avversario sconfitto. Inoltre, alcune opzioni della modalità multigiocatore consentono di rimuovere permanentemente le reclute dalla modalità single-player.
A differenza degli altri giochi della serie, le sequenze narrative che sviluppano la trama non sono renderizzate attraverso il motore di gioco, ma sono presentate sotto forma di fumetto animato, con disegni realizzati a mano dall'artista Ashley Wood. Questo stesso stile era già stato utilizzato in precedenza in Metal Gear Solid: Digital Graphic Novel. È presente anche il doppiaggio, realizzato dal solito cast che ha prestato le voci in altri capitoli della serie; tuttavia i briefing delle missioni e le chiamate Codec sono solamente testuali.

## Personaggi

### Snake
Premiato con il titolo di "Big Boss", preferisce farsi chiamare con il suo vecchio nome in codice "Snake". Dovrà affrontare la sua ex unità, la FOX.

### Roy Campbell
Principale alleato di Snake. È un sopravvissuto dei Berretti verdi che sono stati inviati a indagare sulla vicenda.

### Gene
Il principale antagonista. Divenne il leader della FOX dopo la partenza di Snake e cerca di stabilire la sua propria nazione militare. Egli è un prodotto del progetto che mirava a creare artificialmente il comandante perfetto.

### Cunningham
È un esperto in tecniche di interrogatorio. Si rivelerà poi essere un agente del Pentagono inviato a infangare la reputazione della CIA, contestualmente ad una lotta interna per l'Eredità scoppiata tra le due organizzazioni governative.

### Gray Fox
È un assassino adolescente addestrato per essere il soldato perfetto. Ha incontrato Snake in passato quando era un bambino soldato in Mozambico. Il suo vero nome è Frank Jaeger.

### Python
Un ex commilitone di Snake, creduto morto nel corso di un'operazione bellica in Vietnam.

### Elisa e Ursula
È una ragazza tedesca adolescente che soffre di disturbo dissociativo dell'identità ed è la figlia adottiva di Gene. È dotata di straordinarie abilità psichiche (antiveggenza, telepatia e psicocinesi), implicita essere il risultato di esposizione al fallout nucleare durante il disastro di Kyshtym.

### Ghost
Entra in contatto con Snake, rivelando l'esistenza di ICBMG, il primo prototipo del Metal Gear.

### Ocelot
Ex rivale di Snake, è un ex Maggiore della Spetsnaz che assiste Gene da dietro le quinte.

### Major Zero
Comandante di Snake durante gli eventi di Snake Eater, fu arrestato dal Pentagono per sospetto tradimento.

### Para-Medic
Un ex-membro dell'equipaggio di supporto di Snake durante Snake Eater, lo assiste durante il gioco.

### Sigint
Un altro ex-membro dell'equipaggio di supporto di Snake durante Snake Eater, assiste Snake nel gioco.

### EVA
Una spia del governo Cinese che ha assistito, fingendosi un'agente del KGB col nome in codice di EVA, Snake durante Snake Eater. Si unisce alla squadra di Snake, dopo aver completato diverse missioni opzionali.

### Raikov
Un maggiore del GRU che è stato coinvolto sentimentalmente con il colonnello Volgin durante Snake Eater. Egli si unisce squadra di Snake, dopo aver completato una missione opzionale.

### Skowronski
Fa parte dell'Armata Rossa.

### Jonathan
Il primo soldato che si unisce a Snake.

### Teliko
Protagonista in Metal Gear Ac!d, si unirà dopo alcune missioni secondarie.

### Venus
Altra protagonista in Metal Gear Ac!d², si unirà dopo alcune missioni secondarie.

### Direttore della CIA
Possiede una parte dell'eredità dei Filosofi.

## Doppiatori
| Personaggio         | Doppiatore        | Doppiatore                         |
| Personaggio         | Giapponese        | Inglese                            |
| ------------------- | ----------------- | ---------------------------------- |
| Snake               | Akio Ōtsuka       | David Hayter                       |
| Roy Campbell        | Toshio Furukawa   | David Agranov (Dave Agranov)       |
| Gene                | Norio Wakamoto    | Steven Blum                        |
| Cunningham          | Daisuke Gōri      | Noah Nelson                        |
| Null                | Jun Fukuyama      | Larc Spies                         |
| Python              | Yusaku Yara       | Dwight Schultz                     |
| Ursula / Elisa      | Saori Gotō        | Tara Strong                        |
| Ghost / Sokolov     | Naoki Tatsuta     | Brian Cummings                     |
| Ocelot              | Takumi Yamazaki   | Josh Keaton                        |
| Major Zero          | Banjō Ginga       | Jim Piddock                        |
| Para-Medic          | Hōko Kuwashima    | Heather Halley                     |
| Sigint              | Keiji Fujiwara    | James C. Mathis III (James Mathis) |
| Eva                 | Misa Watanabe     | Vanessa Marshall                   |
| Raikov              | Ken'yū Horiuchi   | Charlie Schlatter                  |
| Skowronski          | Tetsu Inada       | Nick Jameson                       |
| Jonathan            | Takahiro Fujimoto | Robin Atkin Downes                 |
| Teliko              | Yūko Nagashima    | Kari Wahlgren                      |
| Venus               | Rika Komatsu      | Kathryn Fiore                      |
| Direttore della CIA | Masaharu Satō     | Jesse Corti                        |

## Colonna sonora
Il 20 dicembre 2006 l'etichetta discografica della Konami ha pubblicato su CD l'album contenente la colonna sonora ufficiale del gioco: Metal Gear Solid: Portable Ops Original Soundtrack. L'album è costituito dai seguenti brani:
1. Natasha Farrow – Calling to the Night – 3:14 (testo: Nobuko Toda – musica: Akihiro Honda) – Arrangiata da Akihiro Honda e Norihiko Hibino. Violoncello: Akiko Yano; viola: Sachie Onuma; violino: Haruko Yano e Yukiko Iwato.
Questo brano è presente nel videogioco Super Smash Bros. Brawl come musica del livello Shadow Moses Island, ed è ascoltabile anche in Metal Gear Solid 4: Guns of the Patriots (con l'iPod) e in Metal Gear Solid: Peace Walker (con il Walkman).
2. Opening Title – 1:09 (Kazuma Jinnouchi)
3. Imprisonment – 2:33 (Nobuko Toda)
4. COMM Base – 0:56 (Kazuma Jinnouchi)
5. Intermission – 2:05 (Yoshitaka Suzuki)
6. To Arms – 1:04 (Kazuma Jinnouchi)
7. Soviet Patrol Base – 1:14 (Norihiko Hibino)
8. Research Lab – 1:05 (Norihiko Hibino)
9. Diversionary Ops – 0:44 (Norihiko Hibino)
10. Town – 1:06 (Akihiro Honda e Kazuma Jinnouchi)
11. Dynamite – 1:02 (Norihiko Hibino)
12. In the Wilderness – 1:11 (Norihiko Hibino)
13. Place of Prophecy – 1:13 (Takahiro Izutani)
14. Nukes – 1:00 (Akihiro Honda)
15. Warheads Storage Facility – 1:16 (Takahiro Izutani)
16. Python – 1:57 (Takahiro Izutani)
17. Sad Man's Theme – 1:43 (Norihiko Hibino) – Tromba: Kenichi Ishii.
Contiene lo stesso motivo del brano Peter's Theme presente nell'album Metal Gear Solid 2: Sons of Liberty Soundtrack 2: The Other Side.
18. The Hunt – 0:53 (Yoshitaka Suzuki)
19. Airport – 1:18 (Yoshitaka Suzuki)
20. Null – 1:41 (Yoshitaka Suzuki)
21. Hot War – 3:13 (Nobuko Toda e Kazuma Jinnouchi)
22. Rescue Effort – 1:18 (Yoshitaka Suzuki)
23. Evasion – 1:47 (Yoshitaka Suzuki) – Remix del brano Countdown to Disaster presente nell'album Metal Gear Solid 2: Sons Of Liberty Soundtrack 2: The Other Side.
24. Elisa – 1:50 (Nobuko Toda e Kazuma Jinnouchi)
25. Destiny's Call – 0:57 (Norihiko Hibino)
26. Before Dawn – 3:00 (Akihiro Honda e Kazuma Jinnouchi)
27. RAXA – 2:14 (Takahiro Izutani)
28. Substation – 1:11 (Norihiko Hibino) – Nel booklet del CD non è riportata alcuna informazione per questo brano.
29. Break for the Fortress – 1:00 (Norihiko Hibino)
30. The Frank Hunter – 2:22 (Kazuma Jinnouchi)
31. Null's Revenge – 1:51 (Yoshitaka Suzuki)
32. Silo – 1:08 (Akihiro Honda e Takahiro Izutani)
33. Fortress – 1:02 (Takahiro Izutani)
34. Revelation – 3:03 (Kazuma Jinnouchi)
35. Cunningham – 2:09 (Takahiro Izutani)
36. Gene – 2:17 (Norihiko Hibino)
37. ICBMG – 2:41 (Kazuma Jinnouchi)
38. The Legacy (tema originale di Norihiko Hibino) – 1:55 (Kazuma Jinnouchi) – Contiene il motivo del brano Ocelot Youth presente nell'album Metal Gear Solid 3: Snake Eater Original Soundtrack.
39. Comradery – 2:05 (Kazuma Jinnouchi)
40. Show Time – 3:03 (Akihiro Honda e Kazuma Jinnouchi)
41. Mission: Failed – 0:14 (Akihiro Honda) – Traccia bonus.
42. Mission: Complete – 0:10 (Akihiro Honda) – Traccia bonus.
43. Match – 1:37 (Takahiro Izutani) – Traccia bonus.
44. SE Collection – 2:59 (Ryoji Makimura e Hiroyuki Nakayama) – Traccia bonus.

Durata totale: 73:30

## Accoglienza
La rivista Play Generation diede al gioco un punteggio di 94/100, trovandolo che per grafica, giocabilità e modalità multiplayer era senz'altro la più grande avventura per PSP. L'edizione Plus ricevette invece un 85/100, venendo considerata una versione di MGS PO orientata al multiplayer, in singolo invece era molto più limitata, ma era in vendita ad un ottimo prezzo e questo rendeva l'offerta più allettante.

## Metal Gear Solid: Portable Ops Plus

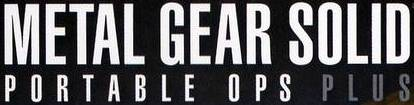
Logo del gioco

Il 17 luglio 2007, Konami ha annunciato Metal Gear Solid: Portable Ops Plus (abbreviato ufficialmente MPO+), un'espansione del gioco originale, focalizzata sul gioco online. Fra le sue nuove funzioni, l'espansione include nuovi personaggi come Raiden (MGS2), Roy Campbell, e Old Snake (MGS4). Ci sono anche nuove missioni, tutorial per principianti, così come una nuova modalità in single-player chiamata "Infinity Mission".
In Giappone, Portable Ops Plus è stato messo in commercio il 20 settembre 2007 in due formati: l'espansione del proprio titolo, e un pacchetto lussuoso che include il titolo originale del gioco e l'espansione. La versione americana è stata messa in commercio il 13 novembre 2007, e quella europea il 28 marzo 2008.